# Miltochrista rubriguttata
Miltochrista rubriguttata là một loài bướm đêm thuộc phân họ Arctiinae, họ Erebidae.